# Nicotikis gratus
Nicotikis gratus är en skalbaggsart som beskrevs av Cooman 1941. Nicotikis gratus ingår i släktet Nicotikis och familjen stumpbaggar. Inga underarter finns listade i Catalogue of Life.